# هوهر-گرنزهاوزن
شهر هوهر-گرنزهاوزندر ایالت راینلند-فالتز در کشور آلمان واقع شده‌است.